# Białe Jezioro (obwód brzeski)
Białe Jezioro (biał. Белае Возера; ros. Белое Озеро) – osiedle na Białorusi, w obwodzie brzeskim, w rejonie brzeskim, w sielsowiecie Znamienka, nad Jeziorem Białym.
W dwudziestoleciu międzywojennym leżało w Polsce, w województwie poleskim, w powiecie brzeskim, w gminie Miedna. Po II wojnie światowej w granicach Związku Sowieckiego. Od 1991 w niepodległej Białorusi.